# Andrzej Juskowiak
Andrzej Juskowiak   (Gostyń, 3 de novembre de 1970) és un exfutbolista polonès de la dècada de 1990.
Fou 39 cops internacional amb la selecció polonesa amb la qual participà en els Jocs Olímpics d'Estiu de 1992.
Pel que fa a clubs, defensà els colors de Lech Poznań, Sporting CP, Olympiakos FC, Borussia Mönchengladbach i VfL Wolfsburg.

## Palmarès
Lech Poznań
- Ekstraklasa: 1990, 1992

Sporting CP
- Copa portuguesa de futbol: 1994-95